# Мервский уезд
Мервский уезд (до 1890 — Мервский округ) — административная единица в составе Закаспийской области, Туркменской области и Туркменской ССР, существовавшая в 1884—1925 годах. Центр — город Мерв.

## Предыстория
В 1868 году Кокандское ханство, в результате торгового договора с Российской империей, фактически стал её протекторатом. А уже в 1876 году, после восстания, ханство было ликвидировано и преобразовано в Ферганскую область. 6 мая 1881 года для управления захваченными землями, также была образована Закаспийская область, в то время как Мервский (Марыйский) оазис оставался относительно самостоятельным.
1 января 1884 года состоялся генгеш, где было принято решение о принятии российского подданства, а 31 января мервская делегация в Ашхабаде подала прошение императору Александру III о принятии их в подданство. Прошение поступило от векиля Магомет Юсуф-хана Нурберды-хан оглы; бека Мурад-хана Арбабай оглы; сыгмаза Ораз Майлы-хана Берды Нияз-хана и бахши Сарыхана Чапи-бай оглы и 24 кетхудов (распределитей воды в арыках). В течение последующих нескольких месяцев российские войска заняли города Мерв и Кушку

## История и административное деление
18 января 1884 года начальник Закаспийской области А. В. Комаров сообщил командующему войсками Кавказского военного округа А. М. Дондуков-Корсакову об административном устройстве Мервского оазиса. Дондуков-Корсаков 28 октября 1884 года, с согласия Военного министерства, отдал приказ о введении российской администрации в Иолотанском и Серахском приставствах.
После определения границы с Афганистаном, в 1885 в округе было создано Пендинское приставство. С 1887 года в составе округа также находилось Мургабское государево имение, которое образовывало особую административно-территориальную единицу, управляемую приставом, подчинявшимся непосредственно начальнику Закаспийской области и имел права аналогичные начальнику округа (уезда). В 1890 году округ был преобразован в Мервский уезд и в нём уже значилось 5 приставств: Иолотанское (Елотанское), Пендинское, Серахское, Отамышское и Тохтамышское. В 1891 году Серахское приставство было передано в Тедженский уезд.
В 1917 году приставства стали именоваться участковыми комиссариатствами.
В 1919 году участковые комиссариатства были упразднены. В Мервском уезде образовано 6 районов:
- Байрам-Алийский (центр — Байрам-Али)
- Иолотанский (центр — Иолотань)
- Кушкинский (центр — Кушка)
- Отамышский (центр — г. Мерв)
- Тахта-Базарский (Пендинский) — (центр — Тахта-Базар)
- Тохтамышский

В апреле 1920 районы были преобразованы в волости. С августа по октябрь 1920 года в составе Мервского уезда временно выделялся Кушкинский район, объединявший Кушкинскую и Тахта-Базарскую волости. В октябре 1922 года упразднена Кушкинская волость.
В октябре 1924 года Мервский уезд был включён в состав Туркменской ССР, а в декабре того же года стал частью Мервского округа. В январе 1925 года уезд был упразднён, а на его территории созданы районы.

## Население
По данным переписи 1897 года в уезде проживало 119,3 тыс. чел. В том числе туркмены — 88,0 %; русские — 4,5 %; татары — 1,5 %; украинцы — 1,3 %. В уездном городе Мерве проживало 8533 чел.

## Комментарии
1. ↑  Территории, где население в основном состояло из туркмен-теке, были выделены в особые территории: Отамышская и Тохтамышская, которые формально не являлись приставствами, но управлялись русскими офицерами, фактически исполнявшими роль приставов с канцеляриями в городе Мерв[7]